# John Wood Campbell
John Wood Campbell, jr. s pseudonymy Don A. Stuart , Karl van Campen a Arthur McCann (8. června 1910, Newark, New Jersey – 11. července 1971, Mountainside, New Jersey) byl americký spisovatel vědeckofantastické literatury, zakladatel a vůdčí osobnost tzv. Zlatého věku science fiction.

## Biografie

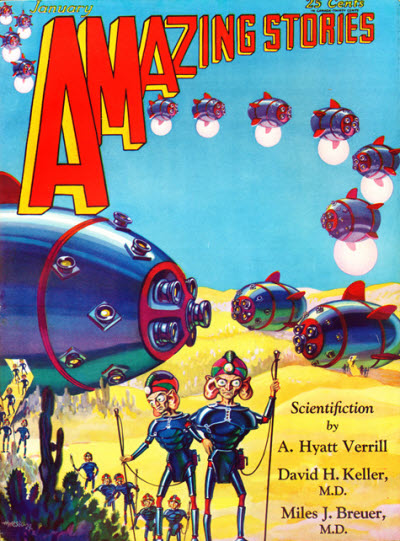
Obálka časopisu Amazinmg Stories z roku 1930 s autorovou první publikovanou povídkou When the Atoms failed

Roku 1928 začal studovat na MIT chemii a astronomii, studium dokončil na Duke University v Severní Karolíně. Na této universitě se také oženil se svoji spolužačkou Donou Stuartovou (z jejího jména pochází jeho nejčastěji používaný pseudonym). V září 1937 se stal po F. O. Tremainovi redaktorem časopisu Astounding Stories a v této roli nejvýrazněji ovlivnil světovou sci-fi literaturu. Stal se tak zakladatelem a vůdčí osobností tzv. zlatého věku science fiction. Publikoval mimo jiné rané povídky o robotech amerického spisovatele Isaaca Asimova (posléze i jeho romány) a díla dalších autorů, jakými byli např. Clifford D. Simak, Lyon Sprague de Camp, Lester del Rey, Lafayette Ronald Hubbard, Jack Williamson, Henry Kuttner, Theodore Sturgeon, Robert A. Heinlein, A. E. van Vogt a další. Tyto autory navíc dokázal inspirovat, I. Asimov mu vděčí za své zákony robotiky, R. A. Heinlein za myšlenku „historie budoucnosti“ atd. Campbell v literárním díle vyžadoval kvalitní nápad podložený vědeckými poznatky a neméně kvalitní příběh. Díky němu úroveň americké sci-fi výrazně vzrostla (do té doby byla určována především brakovými dobrodružnými historkami a naivními vesmírnými operami.
Od roku 1939 do 1943 vydával ještě časopis Unknown, který byl zaměřen na fantasy literaturu (ve válečném roce 1943 byla jeho činnost ukončena pro nedostatek papíru). Někdy po roce 1955 se začal postupně orientovat směrem k scientologické církvi, zajímal se o dianetiku, psioniku apod. záležitosti.

## Dílo

### Romány a přepracované povídky
- The Mightiest Machine - space opera
- The Incredible Planet - space opera
- The Moon is Hell
- The Black Star Passes - space opera
- Islands of Space - space opera
- Nájezdníci z nekonečna (anglicky Invaders from the Infinite) - údajně jeho první povídka, kterou prodal Amazing Stories, tato povídka nebyla vydána, protože došlo k její ztrátě. Roku 1932 napsal povídku se stejným názvem, ale text je údajně úplně jiný. Přepracována v roce 1961 do space opery.

### Povídky a novely
- „Když selhaly atomy“ (1930, anglicky „When the Atoms failed“) - vyšla v časopisu Amazing Stories.
- „The Last Evolution“ (1932, Amazing Stories)
- „Atomic Power“ (1934)
- „Twilight“ (1934, vyšla v časopisu Astounding pod pseudonymem Don A. Stuart)
- „Noc“ (1935, anglicky „Night“, napsána pod pseudonymem Don A. Stuart)
- „The Machine“ (1935, vyšla v časopisu Astounding pod pseudonymem Don A. Stuart)
- „The Invaders“ (1935, vyšla v časopisu Astounding pod pseudonymem Don A. Stuart)
- „Rebellion“ (1935)
- „Elimination“ (1936)
- „The Brain Stealers of Mars“ (1936)
- „Other Eyes Watching“ (1937)
- „The Double Minds“ (1937)
- „Out of Night“ (1937)
- „Forgetfulness“ (1937)
- „The Brain Pirates“ (1938)
- „Blindness“ (1938)
- „Dead Knowledge“ (1938)
- „Kdo je tam?“ (1938, anglicky „Who Goes There?“), jedná se o sci-fi hororovou novelu, významně ovlivněnou dílem H. P. Lovecrafta, napsána pod pseudonymem Don A. Stuart a vydaná v časopisu Astounding v roce 1938. Roku 1982 zfilmována Johnem Carpenterem jako Věc (anglicky The Thing).
- „Cloak of Aesir“ (1939)
- „The Elder Gods“ (1939)

## Ceny spojené s jeho jménem
- John W. Campbell Memorial Award (Cena na počest Johna W. Campbella) za nejlepší Sci-fi román roku udělována každoročně od roku 1973
- John W. Campbell Award (Cena Johna W. Campbella) pro nejlepšího nového spisovatele sci-fi, udělovaná od roku 1973 při příležitosti konání světového shromáždění fandomu.